# Rue Ernest-Renan (Issy-les-Moulineaux)
Pour les articles homonymes, voir Rue Ernest-Renan.
La rue Ernest-Renan est un des axes principaux d'Issy-les-Moulineaux.

## Situation et accès

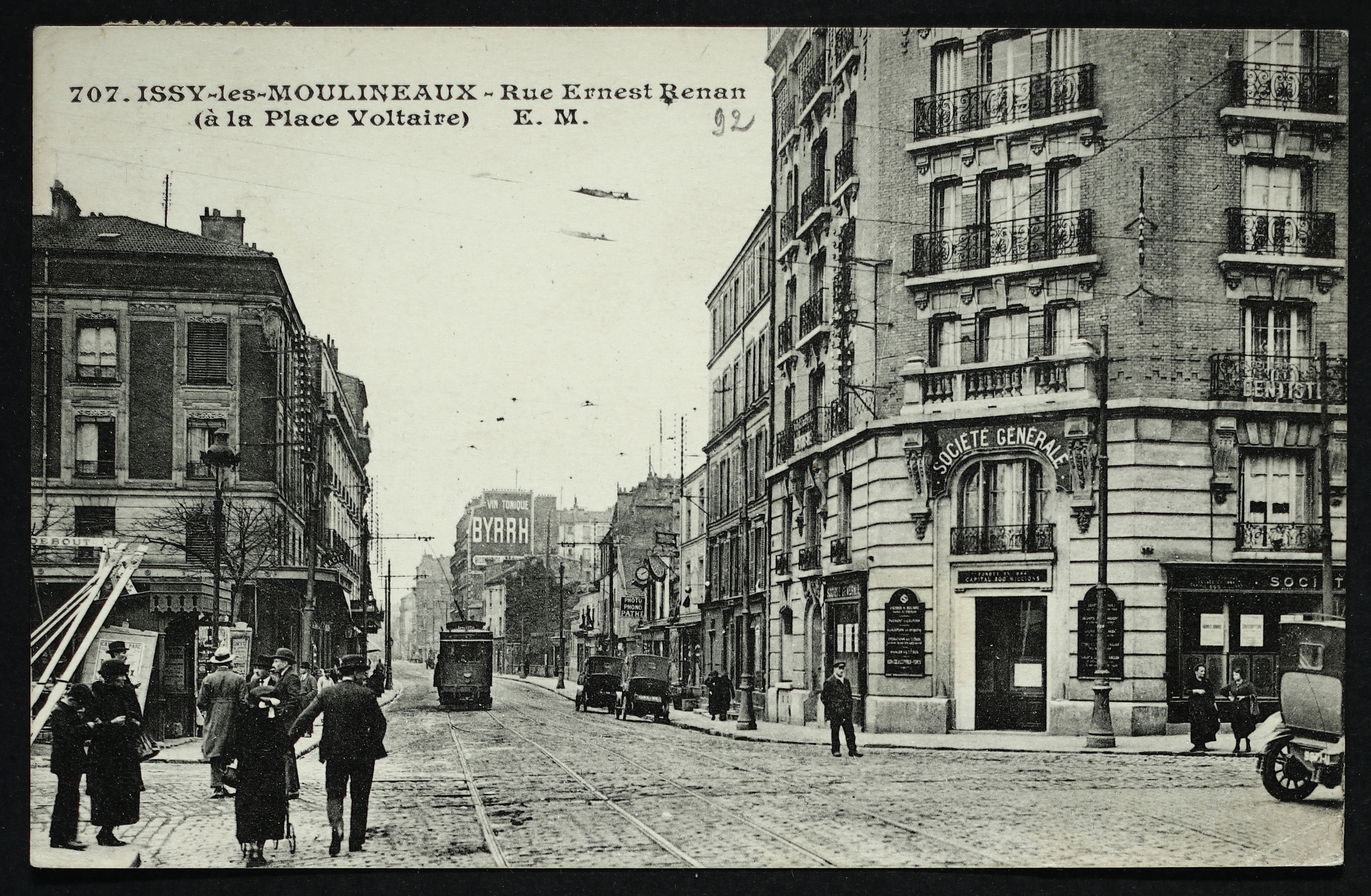
Rue Ernest-Renan et place Voltaire.

Commençant son tracé au croisement de l'avenue Ernest-Renan et de la rue d'Oradour-sur-Glane à Paris, la rue Ernest-Renan se dirige en ligne droite vers le sud-ouest. Elle forme le point de départ de la rue du Quatre-Septembre, passe le carrefour de la rue Foucher-Pelletier et de la rue Georges-Marie, puis celui de la rue Séverine et de la rue Michelet. Elle se termine place Paul-Vaillant-Couturier, point de rencontre de la rue du Général-Leclerc, du boulevard Gambetta et du boulevard Voltaire.
Cette voie est accessible par la station de métro Corentin-Celton, sur la ligne 12 du métro de Paris.

## Origine du nom

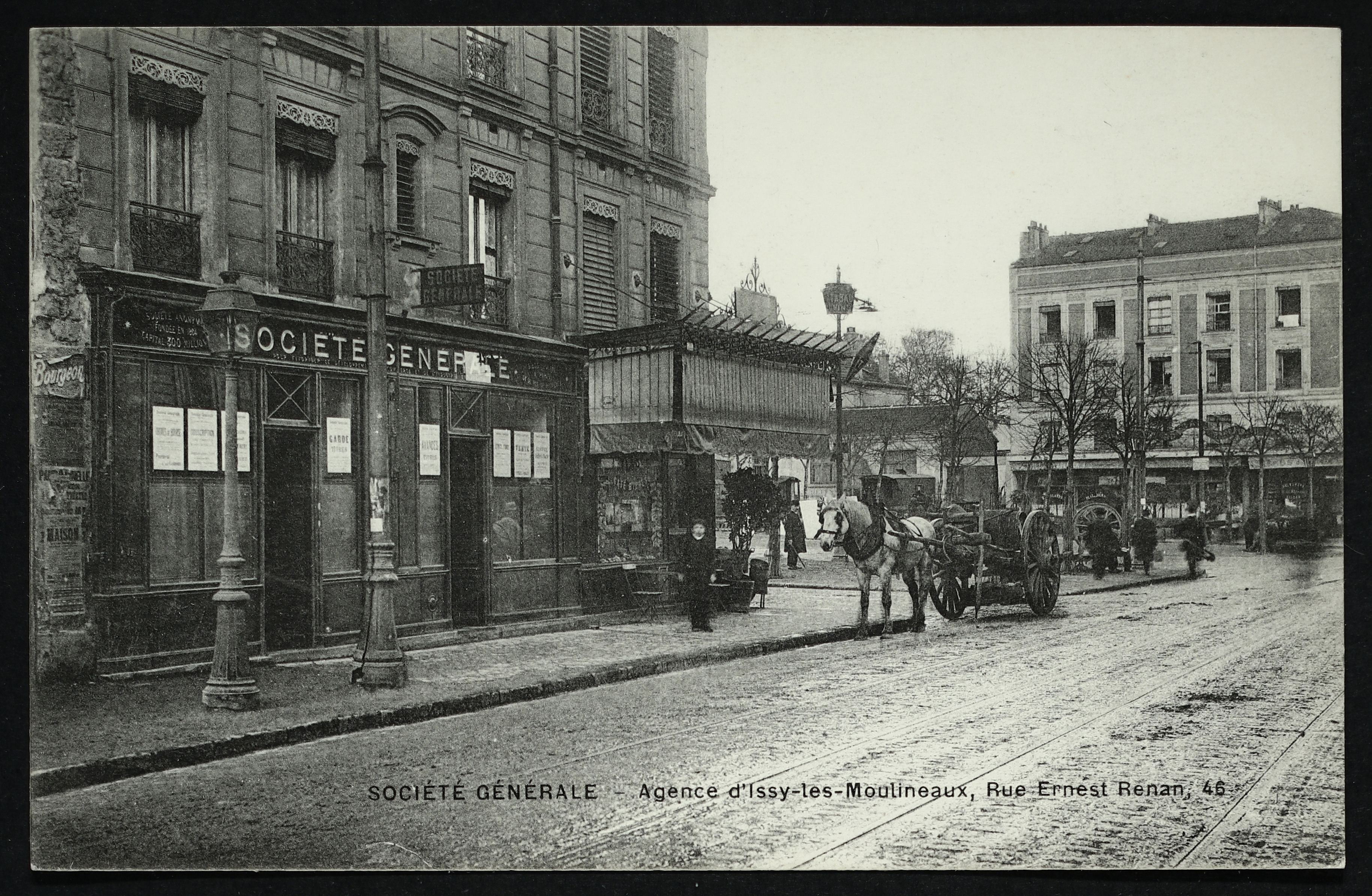
Société Générale - Agence d'Issy-Les-Moulineaux, rue Ernest Renan.

Cette rue rend hommage à l'écrivain, philologue, philosophe et historien français Ernest Renan (1823-1892).

## Historique

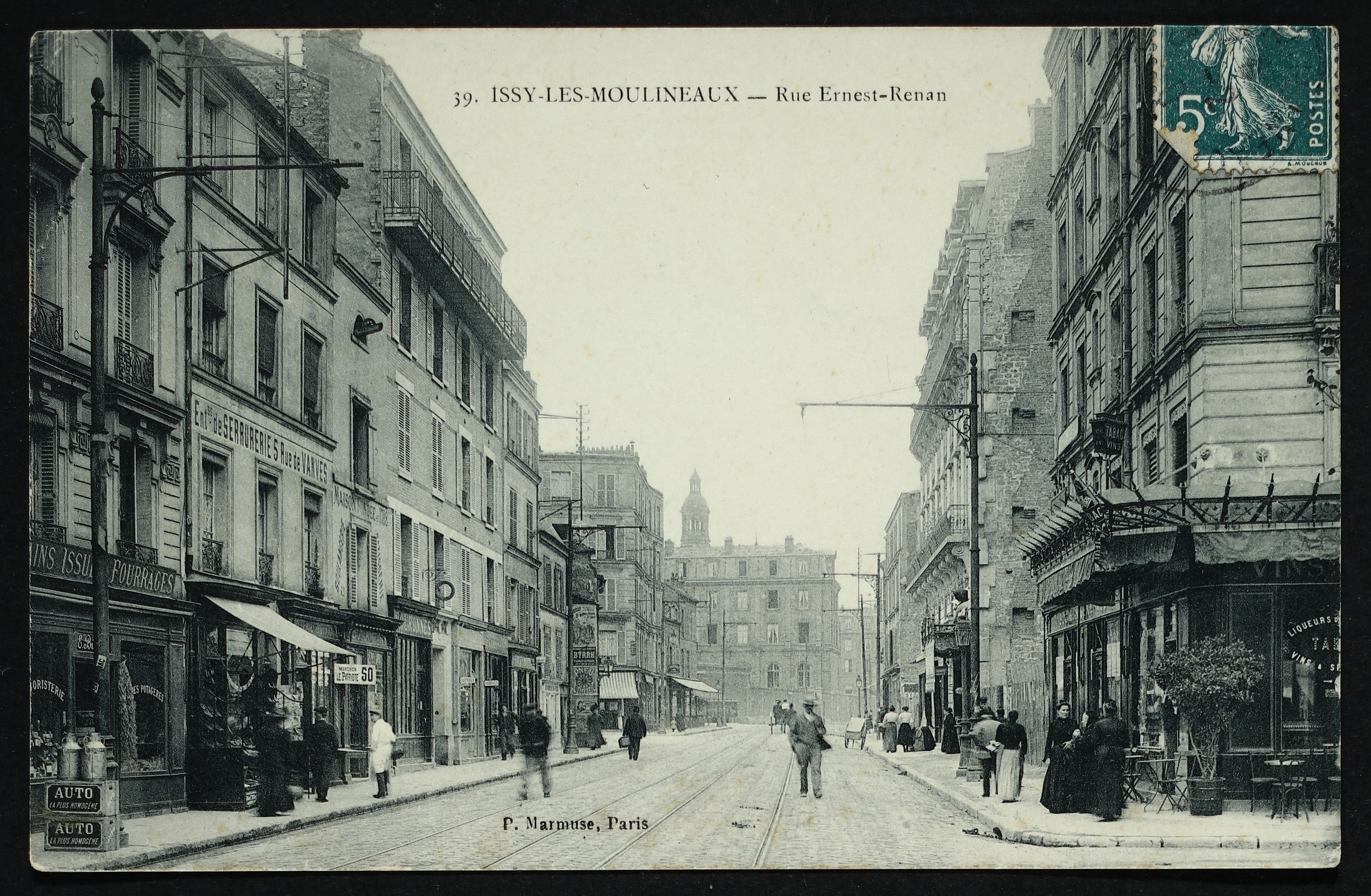
La rue Ernest-Renan.

Cette très ancienne voie de circulation suit le chemin des hautes eaux de la Seine, ce qui la met à l'abri des crues. Elle faisait partie de la voie romaine de Paris à Dreux, comme le montrèrent les travaux de reconstruction de l’église Saint-Benoît, en 1967, qui mirent au jour une nécropole gallo-romaine.
Aux XVIIe et XVIIIe siècles, ses abords deviennent un lieu de villégiature. La Révolution, l'Empire puis la Restauration la nomment successivement « route Nationale », « route Impériale » puis « route Royale ». Elle prendra ensuite les noms de « route de Vaugirard » et « Grande Rue ».
Elle prend son nom actuel par une délibération du Conseil municipal du 21 avril 1894. À cette époque, la rue incluait encore la rue du Général-Leclerc contemporaine, rue qui par ailleurs longe le grand séminaire d’Issy-les-Moulineaux, dit séminaire Saint-Sulpice, où Ernest Renan étudia deux ans à partir d'octobre 1841,.
Le 6 août 1918, durant la Première Guerre mondiale, un obus lancé par la Grosse Bertha explose au no 4 rue Ernest-Renan.
Cette voie figure parmi les clichés de la série photographique 6 mètres avant Paris réalisée en 1971 par Eustachy Kossakowski, œuvre qui représente les cent-cinquante-neuf voies pénétrantes dans la capitale.

## Bâtiments remarquables et lieux de mémoire
- Manufacture des tabacs d'Issy-les-Moulineaux, construite entre 1900 et 1904.
- Hôpital Corentin-Celton
- Chapelle de l'hospice Corentin-Celton[6]
- Au numéro 42, une réplique miniature de la Tour Eiffel, installée en 1892 comme enseigne commerciale[7],[8].
- Église Saint-Benoît d'Issy-les-Moulineaux
- Square des Varennes.